# Gowd-e Āsīā
Gowd-e Āsīā (persiska: گود آسيا) är en ort i Iran.   Den ligger i provinsen Khorasan, i den nordöstra delen av landet, 500 km öster om huvudstaden Teheran. Gowd-e Āsīā ligger 1 114 meter över havet och antalet invånare är 390.
Terrängen runt Gowd-e Āsīā är platt åt sydost, men åt nordväst är den kuperad. Terrängen runt Gowd-e Āsīā sluttar söderut.Runt Gowd-e Āsīā är det ganska glesbefolkat, med 29 invånare per kvadratkilometer. Närmaste större samhälle är Sabzevar, 15,0 km öster om Gowd-e Āsīā. Omgivningarna runt Gowd-e Āsīā är i huvudsak ett öppet busklandskap.